# 出雲八代站
出雲八代站（日语：／ Izumo-Yashiro eki */?）是位於島根縣仁多郡奧出雲町馬馳，西日本旅客鐵道（JR西日本）木次線的車站。車站愛稱為「手摩乳」。

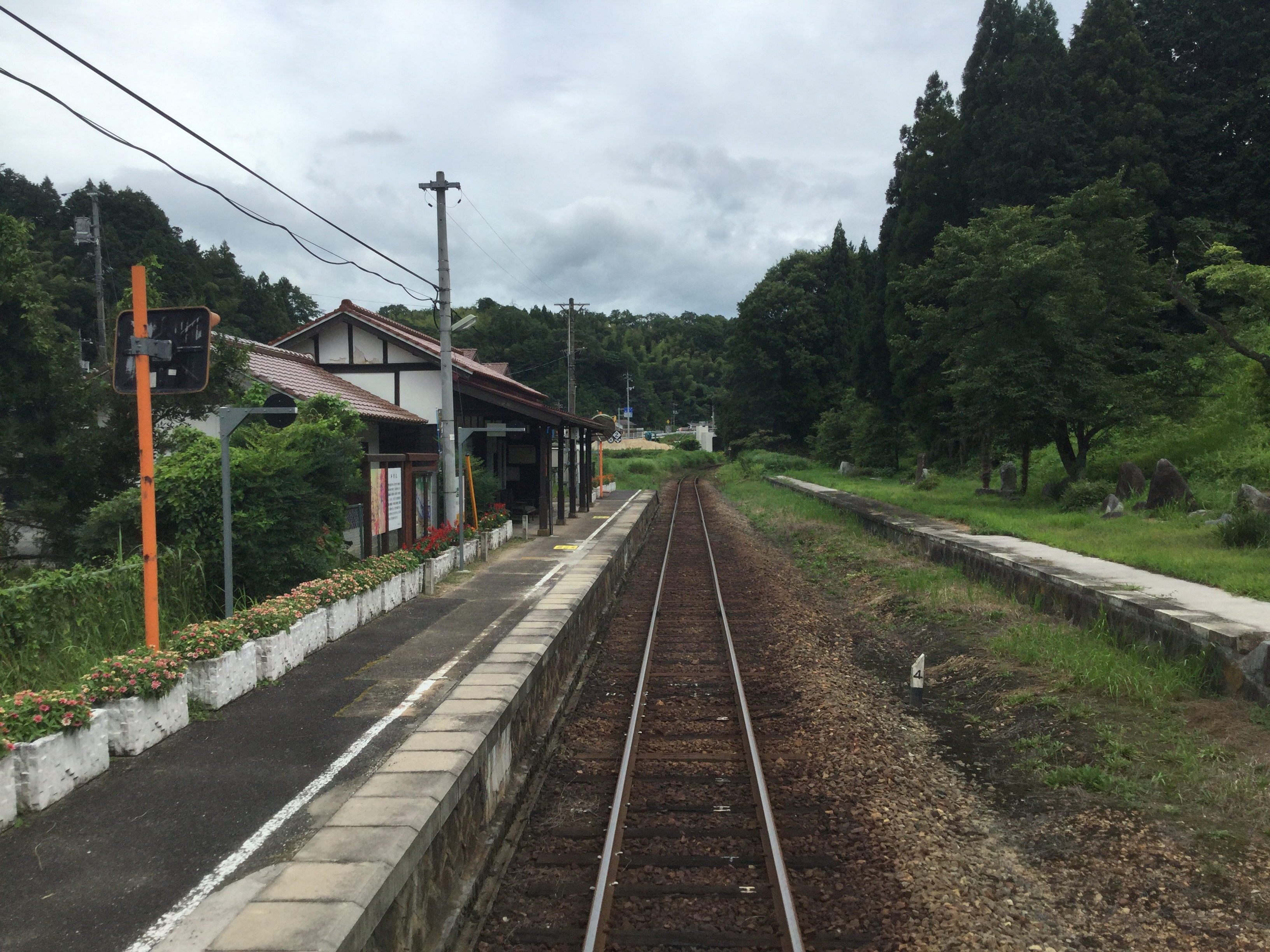
月台（2019年8月）

## 歷史
- 1932年（昭和7年）12月18日 - 木次線木次站至出雲三成站之間開通，此站啟用。
  - 當時車站地址為島根縣仁多郡布勢村馬馳。
- 1955年（昭和30年）4月15日 - 隨著仁多町（日语：仁多町）成立，車站地址變為島根縣仁多郡仁多町馬馳。
- 1971年（昭和46年）10月1日 - 國鐵職員停止發售車票，暫停處理手提小行李[1]。
- 1987年（昭和62年）4月1日 - 伴隨國鐵分割民營化，車站由西日本旅客鐵道（JR西日本）營運。
- 2005年（平成17年）3月31日 - 隨著奧出雲町成立，車站地址變為島根縣仁多郡奧出雲町馬馳。

## 車站構造
車站是一座地面車站，設有1面1線的單式月台。前往備後落合方向的列車會開啟左邊車門。曾經此站設有2面2線的相對式月台，現時前2號月台已經撤走。車站內還保留了木製車站大樓。
此站是由木次鐵道部管理的簡易委託車站。車站大樓內設有售票櫃臺，該處可購買近距離車票（常備券）。

## 使用狀況
根據「島根縣統計書」，以下為近年一日平均乘車人次列表。在1994年度的一日平均乘車人次為68人，1984年度年度的一日平均乘車人次為104人。
| 乘車人次變化 | 乘車人次變化 |
| 年度         | 1日平均人次  |
| ------------ | ------------ |
| 1999         | 55           |
| 2000         | 55           |
| 2001         | 55           |
| 2002         | 63           |
| 2003         | 54           |
| 2004         | 50           |
| 2005         | 36           |
| 2006         | 33           |
| 2007         | 39           |
| 2008         | 40           |
| 2009         | 37           |
| 2010         | 28           |
| 2011         | 29           |
| 2012         | 29           |
| 2013         | 29           |
| 2014         | 23           |
| 2015         | 27           |
| 2016         | 24           |
| 2017         | 19           |
| 2018         | 16           |

## 其他
電影《砂之器》（1974年）於此站取景，以此站月台被用作為龜嵩站（車站大樓於八川站取景）。

## 相鄰車站
西日本旅客鐵道
 木次線
下久野－出雲八代－出雲三成

## 注腳
1. ↑  「合理化にゆらぐ木次線 道路整備が客足奪う 過疎が追い打ちをかける」《中國新聞》昭和46年8月25日島根版 8面
2. ↑  島根縣統計書

## 外部連結
- 出雲八代｜車站資訊：JR出門網 - 西日本旅客鐵道（日語）